# Malin Birgerson
Malin Susanna Margareta Birgerson (* 28. Januar 1968 in Täby, Stockholms län) ist eine schwedische Schauspielerin.
Malin Birgerson erhielt ihre schauspielerische Ausbildung 1992–1995 am Teaterhögskolan Malmö. Es folgten Engagements in verschiedenen Boulevardtheatern. Über Landskrona kam sie 1997 an das Stockholmer Stadttheater. Die Rolle der Kriminalpolizisten Alice Levander in einer Staffel der im ZDF ausgestrahlten Krimiserie Kommissar Beck an der Seite von Peter Haber und Mikael Persbrandt machte sie auch in Deutschland bekannt. Seit Februar 2007 arbeitet sie bei der Schauspielergewerkschaft Teaterförbundet. Malin Birgerson ist mit dem Journalisten Sven Irving von TV4 verheiratet.

## Filmografie
- 2000: Soldater i månsken
- 2001–2002: Kommissar Beck - Die neuen Fälle (Beck)
- 2003: Skeppsholmen (TV-Serie, Episodenrolle)
- 2005: Kommissionen (TV-Miniserie)